# Francesco Gesualdo
Francesco Gesualdo ou François Gesuald (?-1554) est un religieux français brûlé vif à Malte pour ses idées luthériennes. Il compte au nombre des martyrs de la liberté de penser.

## Un prêcheur luthérien
Francesco Gesualdo était un moine d'origine française vivant à Malte. Vers 1535, il fonde La Confraternita dei Buoni Christiani (la Confrérie des Bons Chrétiens) dont les membres discutent des idées de Martin Luther, notamment sur le mariage des prêtres. Son enseignement devient populaire, en particulier auprès de certains notables maltais comme Matteo Falson (capitaine de la garde) et son fils aussi nommé Matteo ainsi que le juriste Pietro Cumbo.

## Les procès et la condamnation
En 1545, ils sont dénoncés par le notaire Jacopo Baldacchino au grand maître de l'ordre de Saint-Jean de Jérusalem. Domenico Cubelles, l'évêque de Malte, commence une enquête. Mais avant 1564, il n'y a pas d'inquisiteur nommé à Malte, qui dépend du lointain inquisiteur de Palerme. Cependant l'évêque et le grand maître du moment, Juan de Homedes, se sentent particulièrement concernés par le problème de l'apparition sur leurs terres des idées de la Réforme ; ils vont donc mener conjointement le procès.
Gesualdo est jugé coupable de propagation d'idées hérétiques et condamné à la prison dans les geôles du fort Saint-Ange. Relâché un peu plus tard pour bonne conduite, il reprend ses prêches d'inspiration protestante dès le début des années 1550 dans la clandestinité et avec l'aide du prêtre Andrea Axac.
Dénoncés une nouvelle fois en 1554, un groupe de 28 personnes se retrouve devant le tribunal de l'Ordre. Le 5 novembre 1554, le Conseil de l’Ordre condamne Gesualdo à la perte publique de l’habit pour hérésie, avant d’être remis aux mains de l’évêque Cubbelles. La plupart des accusés, dont le prêtre Axac, acceptent d’abjurer leurs « erreurs », mais Gesualdo, qui maintient sa foi, est condamné au bûcher.
Les chroniqueurs racontent que, sur le chemin qui le conduisait à son supplice, Gesualdo continuait à défendre le mariage des prêtres, et qu’il fallut le bâillonner pour l’empêcher de parler. Il est brûlé sur la place d'Il-Birgu.
Les actes du procès de Gesualdo n'ont pas été retrouvés dans les archives inquisitoriales. Ils ont sans doute été conservés par l'Ordre plutôt que l’évêché.